# 1983–1984-es magyar női labdarúgó-bajnokság (első osztály)
A magyar női labdarúgó-bajnokság első osztályában 1983–84-ben hat csapat küzdött a bajnoki címért. Ez volt ez első hivatalos, országos bajnokság. Az első bajnoki címet a Renova Spartacus szerezte meg.

## Végeredmény
| #  | Csapat                     | M  | GY | D | V  | G+ – G– | GK   | P  | Megjegyzések |
| -- | -------------------------- | -- | -- | - | -- | ------- | ---- | -- | ------------ |
| 1. | Renova Spartacus           | 20 | 14 | 3 | 3  | 94–17   | +77  | 31 | Bajnok       |
| 2. | Femina Észak-Pesti ÁFÉSZ   | 20 | 14 | 3 | 3  | 75–13   | +62  | 31 |              |
| 3. | Ferencvárosi László Kórház | 20 | 15 | 0 | 5  | 61–19   | +42  | 30 |              |
| 4. | Budapesti Volán SC         | 20 | 9  | 0 | 11 | 20–38   | −18  | 18 |              |
| 5. | Eger                       | 20 | 3  | 1 | 16 | 17–67   | −50  | 7  |              |
| 6. | BM (-3)                    | 20 | 0  | 3 | 17 | 3–116   | −113 | 3  |              |

A bajnok Renova Spartacus játékosai:
- Csaudinger Erika, Scher Gabriella
- Jankó Zsuzsanna, Matskássy Imréné, Nagyabonyi Ildikó, Jenei Györgyi, Oravecz Györgyné, Szegediné Lojd Zsuzsanna, Vilmányi Andrea
- Késedi Ferencné, Lénárt Edit, Oroszi Éva, Őz Andrea, Ruzicska Ildikó, Szabó Ágnes
- Bárfy Ágnes, Kern Edit, Kopcsák Erzsébet, Sipos Olga

Edző: Tóth Ferenc